# Замок Лейлінбридж
Замок Лейлінбридж (англ. Leighlinbridge Castle, Black Castle) — замок Лохлінбридж, Чорний замок — один із замків Ірландії, розташований в графстві Карлоу, біля однойменного села Лохлінбридж, на берегах річки Барроу. Це один з найранніших норманських замків Ірландії. Нині башта замку висотою бпонад 50 футів, в давнину судячи по всьому була вищою. Замок непогано зберігся. Нині замок є пам'яткою історії та культури Ірландії національного значення.

## Історія замку Лохлінбридж
Замок Лохлінбридж був побудований в 1180 році норманським феодалом Х'ю де Лейсі після англо-норманського завоювання Ірландії з метою захисту переправи через річку Барроу. З 1181 року замком володів Джон де Клагулл, тримав тут гарнізон для захисту Пейлу — англійської колонії в Ірландії від ірландських кланів, що постійно воювали з англійськими колоністами і намагалися повернути свої споконвічні землі. Замок неодноразово руйнувався і перебудовувався. Будівля, яка дійшла до нас — це споруда XIV століття — вежа і будинок. Біля замку Лохлінбридж був монастир Кармелітів, заснований в 1270 році. У XIV столітті ірландський клан Каванах звільнив і повернув собі більшу частину своїх споконвічних земель. Так само клан Каванах захопив замок Лохлінбридж. У 1547 році замок захопив Едвард Беллінгем, перебудував замок і назвав його Чорний замок. Замок опинився на території баронства Ідроун, яке належало феодальному роду Карев. У 1641 році спалахнуло повстання за незалежність Ірландії. Над замком повстанці підняли прапор Ірландської конфедерації і тримали оборону до 1650 року, коли війська Олівера Кромвеля взяли замок штурмом.

## Особливості архітектури
Замок має високу вежу, яка є частково зруйнована. Нині вона висотою в 50 футів, у давні часи була значно вищою. Замок лежить в руїнах. Споруди, що дійшли до нас — це споруди XIV століття.